# Vinchio
Vinchio är en ort och kommun i provinsen Asti i regionen Piemonte i Italien. Kommunen hade 576 invånare (2018).